# Puccinellia leiolepis
Puccinellia leiolepis är en gräsart som beskrevs av L.Liou. Puccinellia leiolepis ingår i släktet saltgrässläktet, och familjen gräs. Inga underarter finns listade i Catalogue of Life.